# H-6 (航空機)
轟炸六型
H-6K
- 用途：戦略爆撃機
- 分類：爆撃機
- 設計者：西安飛機工業公司
- 製造者：西安飛機工業公司
- 運用者： 中国（中国人民解放軍空軍、中国人民解放軍海軍）
- 初飛行：1966年12月24日[1]
- 生産数：231機
- 運用開始：1969年
- 運用状況：現役
- 原型機：Tu-16

H-6（轟炸六型、Hong-6）は、西安飛機工業公司が製造し、中国人民解放軍が装備している大型爆撃機で、ソビエトのTu-16 爆撃機を国産化した機体である。戦略爆撃、戦術爆撃、巡航ミサイルや空対艦ミサイルなどの発射母機として使われるほか、空中給油機や核攻撃専用機、偵察機、電子戦機、海軍機、対潜哨戒機といった派生型がある。海外への輸出販売向けにはB-6と名づけられており、資料によってはこの名称が用いられる事もある。

## 生産の経緯
1953年にソビエト連邦は中国に戦略爆撃機のツポレフ Tu-4を供与していたが、これは第二次世界大戦中にアメリカ合衆国で生産された長距離爆撃機B-29をリバースエンジニアリングでソ連がコピーしたレシプロ機で（後に中国はターボプロップ機に改良したものの）旧式化しつつあった。
1957年、中国はソ連から、中ソ友好同盟相互援助条約の一環としてソ連初のジェット爆撃機であるツポレフ Tu-16を導入することを決定し、ノックダウン生産を哈爾浜飛機製造公司にて開始した。1957年9月には組立てられた機体が中国国内で初飛行し、1959年にはソ連との間にTu-16のライセンス生産が取り決められ、西安飛機工業公司(XAC)で生産されることになった。
1956年のソ連共産党第20回党大会におけるフルシチョフの演説をきっかけに始まった中ソ対立により、1959年には技術協定が破棄された。XACで組立てられた1号機が1959年9月27日に初飛行し、続いて2号機も完成したが、1960年6月にはソ連側の技術者が引き揚げてしまったために3号機以降の生産は大幅に遅れ、2号機に遅れること7年の1966年12月24日にようやく国産のエンジンである渦噴8型（WP-8）を搭載したH6Aの生産1号機が初飛行した。
生産機は轟炸6型（轟炸とは中国語で爆撃の意。ピン音はHongZhaで即ち略称がH-6となる）という名称で人民解放軍に配備されることとなり、1969年2月から部隊配備が開始された。

## 特徴
Tu-16のライセンス生産品であるH-6の当初の目的は、20kt核爆弾を搭載しての核攻撃であり、中国核戦力の一翼を担った。ロプノール湖での核実験にも用いられ、あわせて9個の核爆発装置がH-6から投下された。しかし、弾道ミサイルの発達により核攻撃機としての役割は縮小された。
ちょうどソ連本国のTu-16がそうであったように、中国のH-6はその長大な航続距離と大きな搭載量を生かし、巡航ミサイル、対艦ミサイル、対艦弾道ミサイル、無人偵察機、スペースプレーンの発射母機や機雷投下機など数々の派生型が生産されている。
また、エンジンもアビオニクスも国産化されており、外国のエンジン/アビオニクス供給政策によって交換部品供給が左右される事がないため稼働率が維持しやすく、部品も安価である。

### エンジン
RD-3M-500を国産化した渦噴8（WP8）ターボジェットエンジンを装備する。このエンジンの最新型は推力101.28kNを発揮する。
H6Kは、D-30KP2ターボファンエンジンを装備する、

### 搭載兵装
H-6は、その長大な航続距離と大きな搭載量を生かし、多種にわたる兵装を装備して多様なミッションを遂行できる。
巡航ミサイルによる地上攻撃
2発のKD-63 巡航ミサイル、もしくは4発のHN-3 巡航ミサイル、または4発のYJ-85 巡航ミサイルの運用が可能である。戦闘行動半径は2,000km以上あり、中国沿岸部の基地から台湾や大韓民国、日本国内の自衛隊や在日米軍の航空基地、果てはグアムまでのアメリカ空軍基地、さらに民間の空港や都市およびあらゆるインフラへ対して巡航ミサイルを投射可能である。DF-11/DF-15 GPS補正短距離弾道ミサイル、潜水艦・水上艦発射型YJ-85 巡航ミサイル/HN-3 巡航ミサイル/Klubとともに中国人民解放軍の精密誘導対地ミサイル打撃力の一翼を担い、開戦劈頭の航空優勢確保のため、大量の通常弾頭GPS巡航ミサイルを台湾や沖縄の航空基地に投射するプラットホームとして機能すると見られている。
対艦ミサイルによる艦船に対する飽和攻撃
2発のYJ-6系対艦ミサイル、もしくはHN-3 TV誘導巡航ミサイル、または4発のYJ-12（鷹撃-12）超音速対艦ミサイル、YJ-83K 対艦ミサイルの運用が可能で、JH-7 戦闘爆撃機、潜水艦・水上艦発射のYJ-83 対艦ミサイル/HN-3 TV巡航ミサイル/Klubとともにアメリカの空母戦闘群（現 空母打撃群）などを目標とした長射程対艦ミサイル飽和攻撃能力の一翼を担う。DF-21D 対艦弾道ミサイルやその誘導を行う超音速ドローンのWZ-8（無偵-8）も搭載できるとされる。
機雷投下による重要港湾・軍港水道などの封鎖
人民解放軍空軍の航空機としては比較的長大な航続力を生かし、沿海部から台湾や韓国の全域、あるいは日本の西半分の近海での機雷投下が可能で、台湾や韓国、日本の重要港湾を封鎖する能力を持ち、日本海・東シナ海へのアメリカ海軍侵入阻止線（いわゆる第一列島線）を形成する役割を担う。また、（SEAD後に）軍港周辺海域への封鎖機雷の大量空中投下を行い、明型潜水艦などによって薄く先行設置された機雷の補強を行ったり、台湾海峡の両端に機雷を投下して、中国揚陸艦隊への反撃を阻止する機能を持つ。なお、魚雷放出型機雷はロシアでも製造しており「PMT-1 mine-torpedo。輸出名 PMK-2 system」、個々の機雷の制圧半径は第二次世界大戦の頃の磁気機雷とは比べ物にならないほど拡大されており、比較的少数の機雷で広い海域を封鎖できる事が指摘されている。
大型爆弾投下による面制圧
各種爆弾を最大で9t搭載できる。航空優勢を確保したのち、堅固なバンカーや防空能力を喪失した大型艦艇に大型誘導爆弾を投下して破砕したり、上陸予定地点周辺を燃料気化爆弾やクラスター爆弾で面制圧するのに使用されると見られている。
空中発射型無人機のプラットフォーム
2023年に流出したペンタゴンの機密文書によると、米軍はH-6をWZ-8の発射プラットフォームの一つであると認識している。また、2024年4月には、胴体下部に黒い航空機を吊り下げて飛行するH-6が目撃されている。2024年5月時点でこの正体は明らかになっていないものの、MD-22などの可能性があると指摘されている。

## 配備・運用
1969年2月の部隊配備開始以来、1990年代までに改良を重ねながら各型合わせて少なくとも150機が生産され、2000年代前半にはおおよそ120機程度が運用下にあるとされ、2020年時点で231機程度が運用下にあると見られている。2016年時点で部隊配備されているのはH-6G、H-6K、H-6H、H-6Mの4機種であり、他に空中給油機としてH-6U（H-6A改造の空軍機）と、H-6DU（H-6D改造の海軍機）がある。H-6Aは数機だけ飛行学院第2訓練旅団に残っている。寿命切れで退役すると言う観測もあったが、H-X（次期爆撃機計画）の遅れにより、寿命延長・近代化改修を実施している。また、中国では次世代ステルス戦略爆撃機であるH-20（轟炸20型）の開発が進められているものの、爆撃機は高価であり、H-6は部品を総て国産で賄えることもあって、アメリカ空軍のB-52戦略爆撃機のように寿命延長され、アメリカやロシア連邦と同様に新型爆撃機とともに使用され続けると見られている。
H-6は中東の一部の国にしか輸出されなかった。エジプトは、1973年の第四次中東戦争後からアメリカに接近したために軍事協力関係が断絶したソ連から供与されてきたTu-16戦力の補充に5機のH-6をスペア部品とともに中国から1975年に購入し、1977年のリビア・エジプト戦争で実戦に投入したとされる。エジプト最後のTu-16/H-6は2000年に退役している。1987年にイラクは4機のH-6Dを中国から購入し、Yj-6（C-601）空対艦ミサイルとシルクワームを装備してイラン・イラク戦争で14隻のイランのタンカーとバルカーを破壊したが（タンカー戦争）、イラン空軍のF-14に1機が撃墜され、1991年の湾岸戦争によってアメリカ軍に3機が破壊された。
2016年7月18日、中国空軍はK型によるスカボロー礁上空での哨戒飛行を行ったと発表し、今後同空域での哨戒飛行を常態化させるとした。

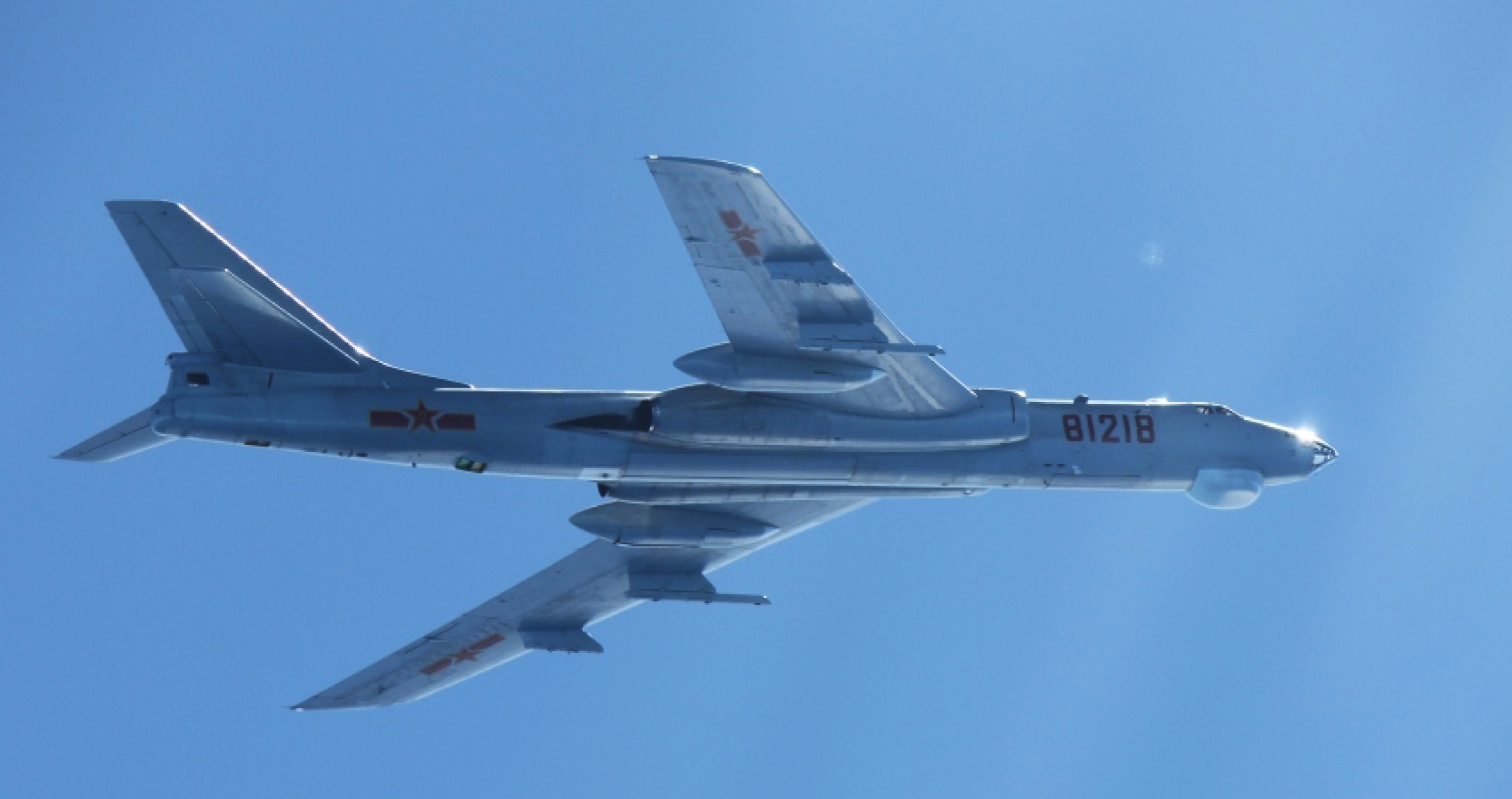
宮古海峡の上空を飛ぶH-6M

陸上や艦船に対する攻撃能力を有する中国の軍用機としては航続距離が長いH-6は、周辺諸国に対する威嚇や情報収集、外洋における作戦能力の誇示のために効果的な存在である。日本周辺に関しては、2016年には沖縄本島と宮古島との間にある宮古海峡の公海上空を、2017年1月には対馬海峡の上空を戦闘機や情報収集機などとともに通過している。なおこれらに対し、航空自衛隊が戦闘機をスクランブルさせて対応している。2017年8月には、6機が宮古海峡の上空を経由して紀伊半島沖まで飛来した。
台湾に対しても、2017年7月25日に1機が台湾海峡中間線に沿って飛行。またバシー海峡と宮古海峡の上空を経由して台湾の東側を飛行する活動も実施している。
2019年1月にはMassive Ordnance Air Blast bombのように核爆弾に次ぐ威力を持つと称する燃料気化爆弾をK型で投下する実験を公開した。
2019年7月23日、2機のK型がロシア航空宇宙軍のTu-95MS爆撃機2機などと日本海上空で初の共同警戒監視活動を行い、防空識別圏に侵入して約30回の警告を無視した中露機のうちロシア軍機のA-50が竹島上空を領空侵犯したとして18機の大韓民国空軍の戦闘機F-15とF-16が約360発警告射撃したと韓国が発表し、日本の航空自衛隊も10機のF-15JとF-2でスクランブルを行って4カ国入り乱れ、空自機は尖閣諸島上空を領空侵犯する90km手前の中露機に針路変更を促した。

## 派生型

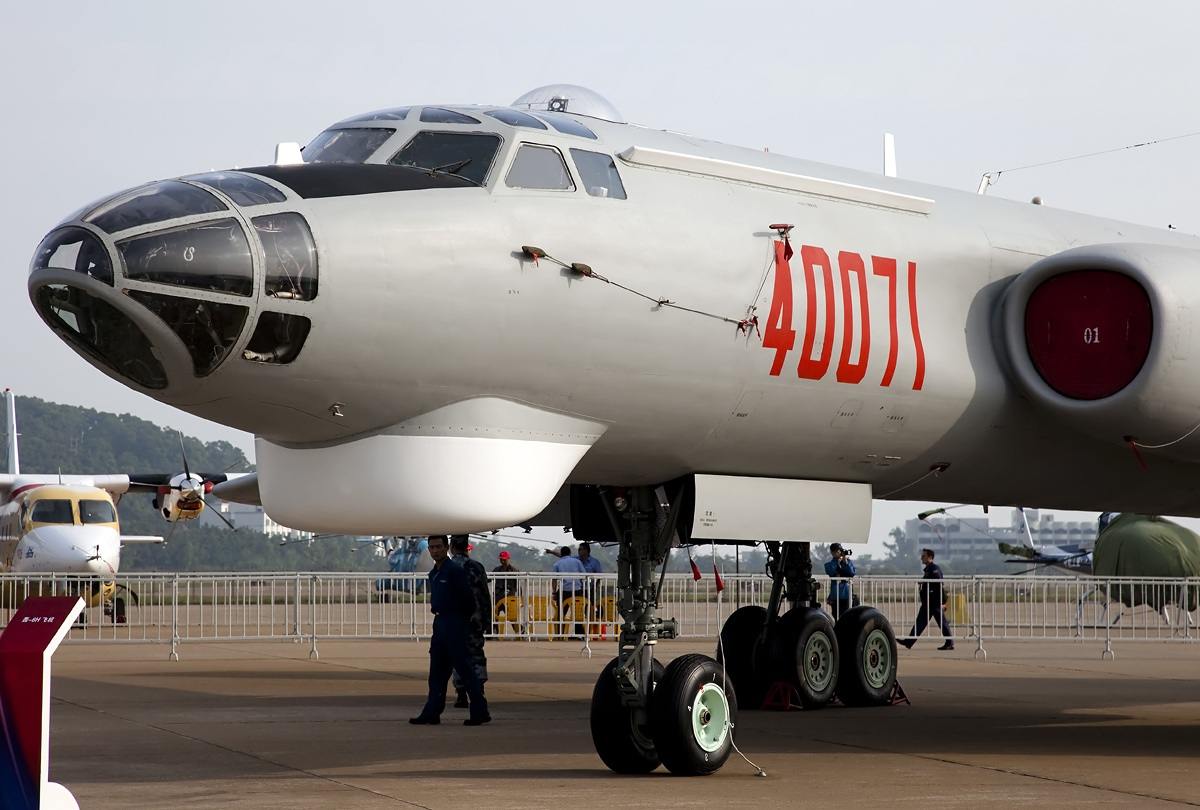
H-6H

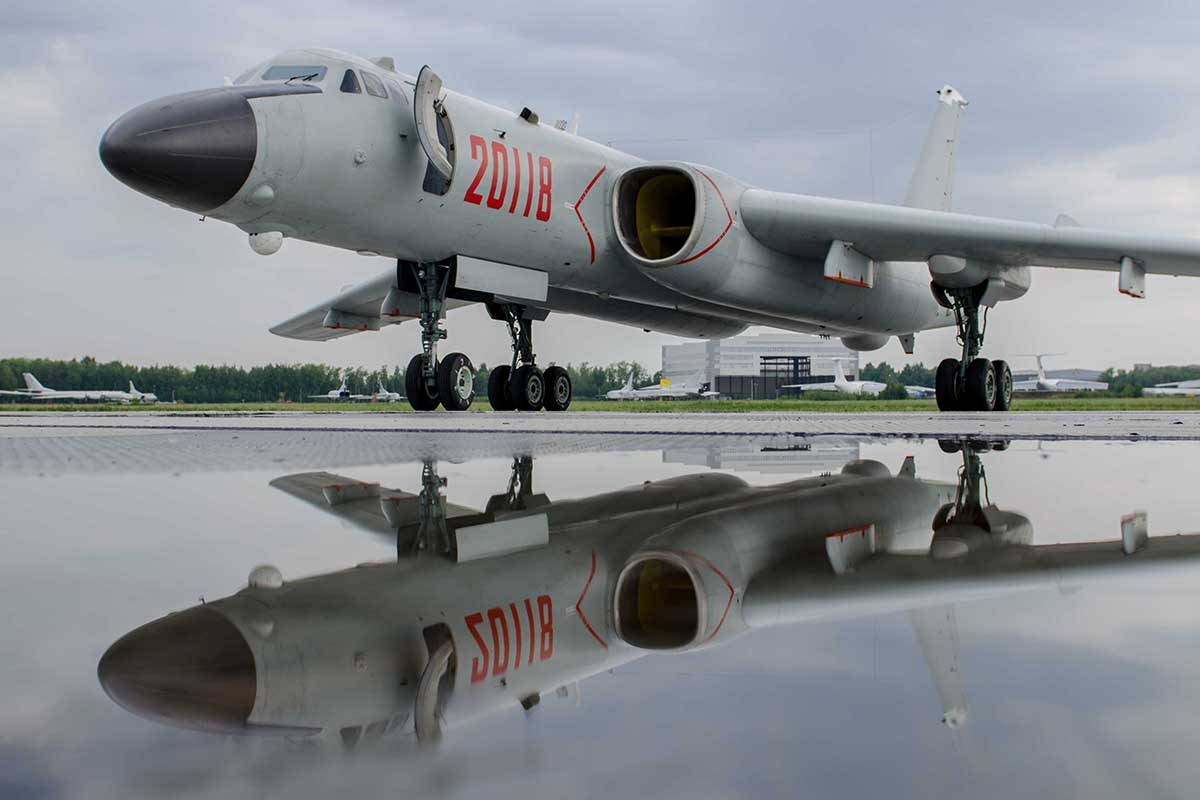
H-6K

H-6
60機生産された通常爆弾を装備可能な戦略爆撃機で試作機は1959年に初飛行した。
H-6A
第2の量産型でTu-16を本格的に中国国内でライセンス生産したもので核爆弾運用能力が付与されている。H-6との違いは、爆弾層に断熱材を装備し空調機が追加、爆弾解除システムの改良型の装備、核実験用の監視装置が装備されている。1965年5月14日に中国初の核実験を実施した。前期はHL2(241型)、後期はHL2A(244型)捜索レーダーを搭載。1966年12月24日に初飛行し、1980年代まで生産が継続された。
H-6B
戦略偵察機型。Tu-16Rが搭載するSRS-3電子偵察ポッドに似たものを搭載する。胴体の爆弾層に大型の偵察カメラを3台装備し、航法システム、通信システム、飛行性能を向上させている。1978年に原機が初飛行し、1979年より部隊配備が開始された。
H-6C
H-6Aを元に開発された電子戦機型で、アクティブとパッシブの妨害装置を追加し、レーダー探知装置並びにECM装備がなされている。更に各種レーダーを内蔵したレドームやナイフ型アンテナを機体外部や爆弾層に装備する。電子戦装備などアビオニクスを改修した機体。改革開放政策により西側の電子機器が輸入された。原機は1977年に開発が始まり1980年に初号機が初飛行した。1983年より部隊配備が開始されている。開発初期の名称は「H-6III」。
H-6D
H-6Aに続く量産型であり、対艦ミサイルを運用可能にした海軍向けの機体。機種下面に360度全周の監視が可能でIバンド使用のHL6D(245型)「コバルト」捜索レーダーを備え、YJ-61(C-611)空対艦ミサイルを装備できる。新レーダーに合わせてコックピットのレイアウトも変更されている1981年8月29日に初飛行し1985年12月に海軍部隊に初配備され、計30機が製造された。
H-6E
H-6Aを改修した型式で核爆弾の運用能力はそのままである。
H-6F
H-6Aの近代化改修型で1990 年代に近代化および改造され、アビオニクスシステムの改善、新しいナビゲーションシステムの設置、レーダー警報システムと妨害システムの追加、尾部銃座の廃止に重点が置かれた。
H-6G
H-6Dの代替となった海軍型の機体。2000年代に更新された。2016年現在、中国海軍が30機程度保有しているとされる。
H-6H
H-6Dを元に開発された空軍向けの巡航ミサイル搭載型。1998年12月初飛行し1999年に量産が開始された。機首下のレドームに地上捜索レーダーを設置し、低空侵攻能力を強化し、電子戦装備による防御能力を強化し、主翼の下には戦術空対地ミサイルを搭載するための外部パイロンがあり、データ伝送システム胴体下部に設置されています。1998年に初飛行し、一部公表された画像には、KD-63空対地ミサイルとYJ-12超音速ミサイルを搭載したH-6Hものが存在している。
H-6I
他型では2発のエンジンを4発搭載にすることで能力向上を図った試験機。H-6Aの機体の主翼下に追加のパイロンによってロールス・ロイス スペイ 512-5Wを加えた。1機の試作のみ。
H-6J
海軍仕様の爆撃機。作戦行動半径は約3500キロで、超音速対艦巡航ミサイル「YJ-12」や対艦弾道ミサイル「CM-401」を搭載可能という。2018年下半期から実戦配備。
H-6L
対潜哨戒機型。2009年就役。
H-6U
H-6Dの一部を改造し更に新造した空中給油機型で1990年初飛行。機首の下にある大型レドームはそのままで、爆弾層を燃料タンクに改造し、両翼下にプラグコーン型空中給油ポッドを装備する。尾部銃座は廃止されて空中給油管制室にされている。夜間の空中給油照明用に尾翼の両側にサーチライトが装備されている。中国空軍が装備する型は新造で、外観上の特徴は機首の透明操縦室に代わって、小型レドームを備えた新設計の密閉型機首となっておりナビゲーターが乗るスペースも追加した。電子機器も強化された。
H-6M
H-6Hの近代化改修型。2002年の珠海兵器ショーでその開発が明らかにされた機体。翼下に対艦ミサイル4発の搭載が可能。現在少数機が海軍航空隊に配備されている。
H-6K（戦神）
長剣-10（CJ-10A）巡航ミサイル（射程2,500km）搭載型。翼下に6発のDH-10 巡航ミサイルの搭載が可能。エンジンが従来のソ連製ミクーリンAM3M500の中国ライセンス生産版「渦噴8」(WP-8)ターボジェットエンジンから、ロシア製のソロヴィヨーフ D-30KP2ターボファンエンジンに換装され、航続距離も延伸している。機体構造やアビオニクスにも改良が施されている。ペイロードが約9トンから12トンに増え、主翼下のミサイル用パイロンが4カ所から6カ所へ増し、アビオニクスがデジタル化されたことで乗員が5名から4名に減らされた。衛星通信も可能になった。2016年現在も生産が継続中。2007年1月5日初飛行。
H-6N
対艦弾道ミサイル搭載型。機体には新たにTu-95MSに類似した空中給油プローブが装備されており、機首の下部にはブレード状のIFFアンテナが取り付けられ、機体後部にはMAWSが取り付けられている。本型の最大の特徴は従来までの派生型に取り付けられていた爆弾槽が撤去されている事であり、爆弾槽が撤去された代わりに本型の装備するYJ-21対艦弾道ミサイル(CH-AS-X-13)を懸架する為のパイロンを備えており、これにより対艦弾道ミサイルの装備が可能となっている。これにより能力は飛躍的に向上し、グアムを直接攻撃できるようになった。

## 要目

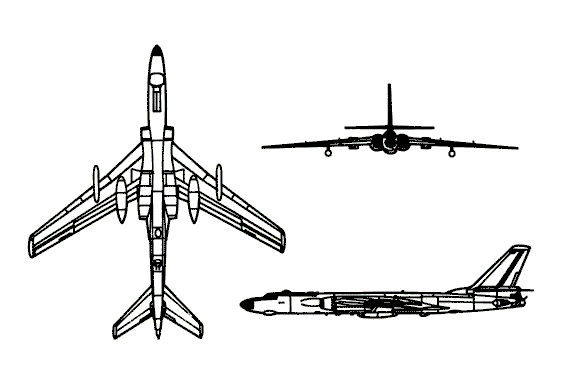
H-6A 三面図

### 仕様
H6A型/(H6K型)
- 乗員：4名(2名)
- 全長：34.9 m
- 全幅：33.0 m
- 全高：9.85 m
- 空虚重量：37,200 kg
- 最大離陸重量：76,000 kg
- 爆弾倉搭載量：9,000 kg
- エンジン：渦噴8 (WP8)ターボジェット x 2基/(D-30KP2)[5]
- 推力：10.1t x 2基

### 性能
- 最大速度：1,050 km/h
- 巡航速度：768 km/h
- 実用上昇限度：12,800 m
- 航続距離：6,000 km
- 戦闘行動半径：3,500 km[5]

### 武装
- 固定武装：23mm連装機関砲×3
- ミサイル
  - 巡航ミサイル：CJ-10（中国語版） 巡航ミサイル（射程2,500km）
  - 巡航ミサイル：KD-63 巡航ミサイルx2、もしくはHN-3 巡航ミサイルx4、またはYJ-85 巡航ミサイルx4
  - 対艦ミサイル：YJ-6系対艦ミサイルx2、もしくはHN-3 TV巡航ミサイルx4、またはYJ-83K 対艦ミサイルx4
  - 対艦弾道ミサイル:DF-21D 対艦弾道ミサイル（射程1,500km）
- 爆弾：自由落下爆弾 9t
- 機雷：Mao-2（M-2）係維機雷 PMK-2 魚雷放出機雷 EM-52 上昇機雷

## 登場作品
『自衛隊三国志』
三国時代へタイムスリップし、そこで曹操に味方する中国空軍の装備の1つとして登場。同様にタイムスリップしてきて劉備玄徳に味方する自衛隊が、孫権と同盟を結ぼうとしたことを受け、呉の柴桑城をレーザー誘導爆弾で空爆する。
『Modern Warships』
2022年８月に「H-6N」が登場。対艦核ミサイルを装備し、このゲーム随一の火力を誇る。課金で入手できる。